# 파리 협약
공업소유권의 보호를 위한 파리 협약(Paris Convention for the Protection of Industrial Property)은 세계지적재산권기구(WIPO)의 주관 아래 1883년 3월 20일 프랑스 파리에서 서명된 최초의 지적재산권 협정 중의 하나이다. 이 협정에 따르면 한 나라의 특허를 포함한 지적재산 체계는 다른 나라에 의해 재생될 수 있다는 것이다. 특히, 실용신안, 디자인, 상표 및 상호, 산지표시 및 원산지명명 등 지적재산권의 보호를 목적으로 하고 있으며 불공정경쟁을 억제하는 것을 추구하고 있다. 3대 원칙이 있는데, 내국민 대우의 원칙, 우선권 제도, 각국 산업 재산권 독립의 원칙이 있다.
그것은 하나의 계약한 나라에서 출원자는 그 최초의 등록일을 다른나라에서의 유효 등록일로 사용할 수 있다.

## 협약의 보호 대상
파리 협약의 1조 2항에 따르면, 파리 협약의 보호 대상은 특허, 실용 신안, 상표, 서비스, 마크 및 상호, 원산지 표시 또는 원산지 명칭 및 부정 경쟁의 방지이다. 파리 협약 6조 6항에 따라서, 서비스 및 마크의 보호 형태는 각국의 국내법에 따른다.